# كرايغ أرنولد
كرايغ أرنولد (بالإنجليزية: Craig Arnold)‏ هو شاعر أمريكي، ولد في 16 نوفمبر 1967، وتوفي في 27 أبريل 2009.